# روارك كريتشلو
روارك كريتشلو (بالإنجليزية: Roark Critchlow)‏ (و. 1963  م) هو ممثل تلفزيوني، وممثل أفلام كندي، ولد في كالغاري.
.

## وصلات خارجية
- روارك كريتشلو على موقع IMDb (الإنجليزية)
- روارك كريتشلو على موقع ألو سيني (الفرنسية)
- روارك كريتشلو على موقع أول موفي (الإنجليزية)
- روارك كريتشلو على موقع قاعدة بيانات الفيلم (الإنجليزية)
- روارك كريتشلو على موقع كينوبويسك (الروسية)